# Бондково (гмина)
Бондково (пол. Bądkowo) — сельская гмина (волость) в Польше, входит как административная единица в Александрувский повет, Куявско-Поморское воеводство. Население — 4528 человек (на 2008 год).

## Сельские округа
1. Антонево
2. Беле
3. Бондково
4. Бондкувек
5. Вуйтувка
6. Высоцин
7. Жабенец
8. Зеленец
9. Калиновец
10. Канево
11. Квятково
12. Колёня-Ловичек
13. Крыньск
14. Куявка
15. Ловичек
16. Лувковице
17. Синки
18. Слупы-Дуже
19. Слупы-Мале
20. Томашево
21. Топожищево
22. Яраново

## Соседние гмины
1. Гмина Бжесть-Куявски
2. Гмина Ваганец
3. Гмина Закшево
4. Гмина Конецк
5. Гмина Любане
6. Гмина Осенцины